# Christian Taylor
Christian Taylor (Fayetteville, 18 de junho de 1990) é um saltador norte-americano campeão olímpico e mundial, especialista no salto triplo.
Começou sua carreira de vitórias internacionais ainda como juvenil, ao vencer o salto triplo e ser terceiro no salto em distância no Campeonato Mundial Juvenil de Atletismo de 2007, em Ostrava, na Tchecoslováquia. Em 2011, obteve a então nona melhor marca de todos os tempos, 17,96 m, quando conquistou a medalha de ouro no Campeonato Mundial de Atletismo de Daegu, na Coreia do Sul.
Em 2012 ele tornou-se vice-campeão mundial indoor no Campeonato Mundial de Atletismo em Pista Coberta em Doha, no Qatar, saltando 17,63 m, perdendo o ouro para seu compatriota Will Claye. Em Londres 2012, atingiu seu maior momento na carreira, ao conquistar a medalha de ouro e tornar-se campeão olímpico com a marca de 17,81 m, derrotando Claye.
Depois de apenas um quarto lugar no Mundial de Moscou 2013,  tornou-se bicampeão mundial em Pequim 2015 saltando 18,21 m, recorde norte-americano e o segundo melhor salto de todos os tempos.
Na Rio 2016, confirmou seu favoritismo e tornou-se bicampeão olímpico com um salto de 17,86 m, marca que atingiu no primeiro de seus seis saltos. Seu favoritismo nesta prova foi mais uma vez confirmado em Londres 2017, quando conquistou seu terceiro título mundial com um salto de 17,67 m. O quarto título mundial veio em Doha 2019, com um salto de 17,92 m.